# Musca polyzonias
Musca polyzonias är en tvåvingeart som först beskrevs av Gmelin 1790.  Musca polyzonias ingår i släktet Musca och familjen svävflugor. Inga underarter finns listade i Catalogue of Life.